# Tons de Quindar
Os tons de Quindar eram um meio pelo qual os transmissores remotos na Terra eram ligados e desligados para que o comunicador da Capsula (CapCom) pudesse se comunicar com as tripulações da nave espacial. Eles foram mais frequentemente referidos como os "sinais sonoros" que foram ouvidos durante as missões espaciais americanas Apollo.